# Béronne
Die Béronne ist ein Fluss in Frankreich, der im Département Deux-Sèvres in der Region Nouvelle-Aquitaine verläuft. Sie entspringt unter dem Namen Ruisseau de la Fontaine de Triangle an der Gemeindegrenze von Sepvret und Saint-Léger-de-la-Martinière, entwässert generell in südwestlicher Richtung und mündet nach rund 30 Kilometern im südwestlichen Gemeindegebiet von Vernoux-sur-Boutonne, nahe der Grenze zur Nachbargemeinde Secondigné-sur-Belle, als rechter Nebenfluss in die Boutonne.

## Orte am Fluss
(in Fließreihenfolge)
- Melle
- Saint-Romans-lès-Melle
- Mazières-sur-Béronne
- Mairé, Gemeinde Périgné
- Vilaine, Gemeinde Périgné